# Giduglia
(Jean Baudrillard in Pataphisique)

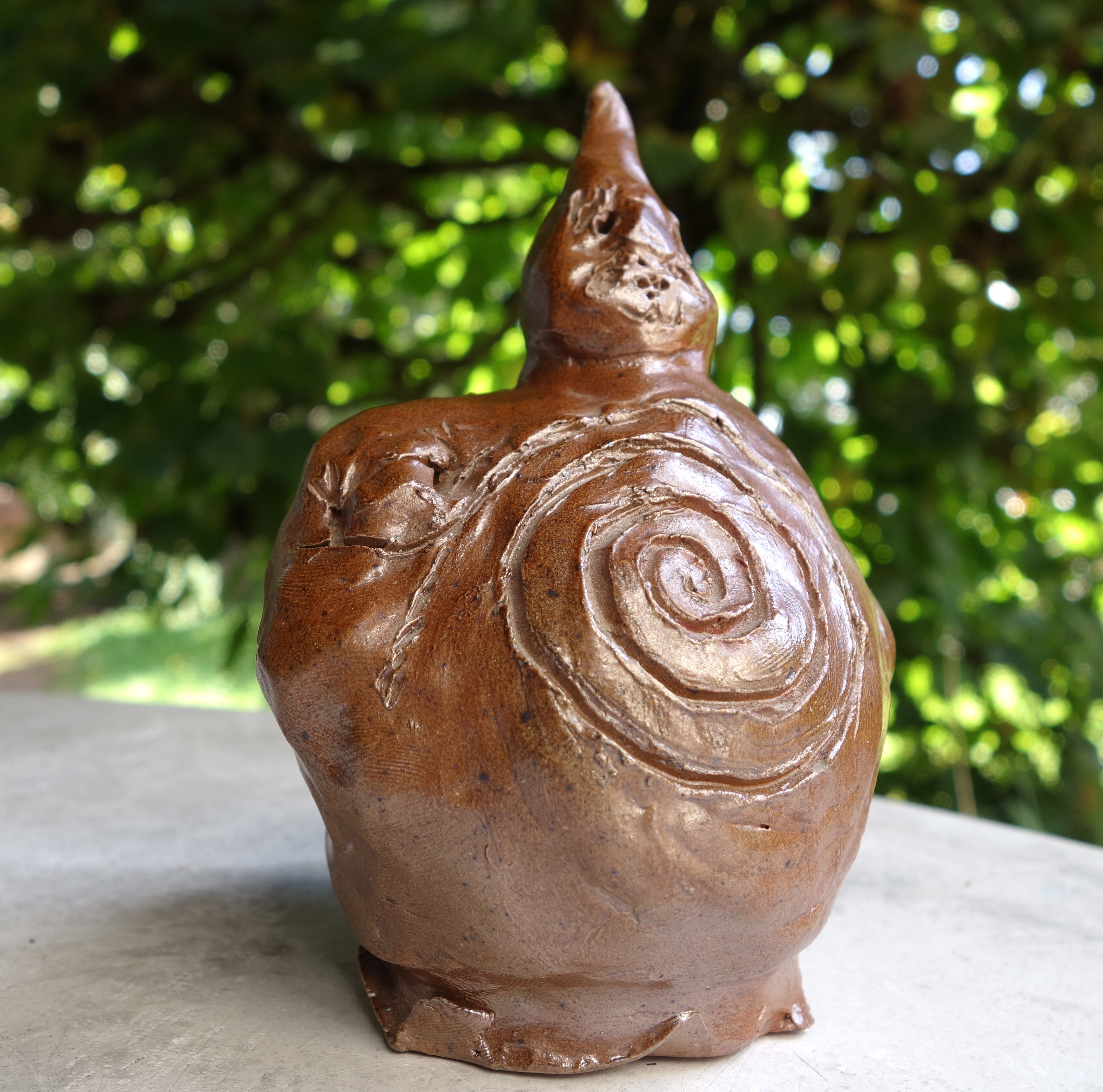
Terracotta rappresentante Ubu con la Giduglia sulla pancia

La Giduglia (dal francese gidouille, che rimanda all'antica oliera a due ampolle chiamata guedoille), detta anche cornoventre/cornoventraglia, è la vorticosa spirale assurta a simbolo della patafisica.

## Storia
Nelle opere di Alfred Jarry, padre della patafisica, è l'espressione tipica con cui Padre Ubu si riferisce alla sua enorme pancia e rappresenta l'ingordigia umana, il parossismo, la smisuratezza. Viene mutuata da Rabelais per il quale indica l'apparato digestivo e quello genitale ed è metafora dei corrispondenti appetiti . 
I numerosi omaggi o rifacimenti che hanno coinvolto l'opera di Jarry non potevano trascurarla: per esempio, si ricorda il film Ubu et la grande Gidouille (1987) di Jan Lenica.
La giduglia nella Patafisica è anche un mese dell'anno, il nome di un ordine (Ordine della Gran Giduglia), nonché termine della locuzione francese 
prendre de la gidouille: v. intr. fam.= diventare grosso.